# Катунін Дамір Микитович
Дамір Микитович Катунін (10 грудня 1935, Київ — 13 січня 2016, Астрахань)- російський вчений, куратор екологічних проєктів КаспНДРГ, кандидат географічних наук, доцент, академік МАНЕБ.

## Біографія
Народився 10 грудня 1935 року в Києві. У 1957 році закінчив Московський інститут народного господарства ім. Г. В. Плеханова, а в 1966 році — Ленінградський гідрометеорологічний інститут (інженер-океанолог). Розпочав роботу в Каспійському науково-дослідному інституті рибного господарства (КаспНДРГ) у 1961 році, в 1963 році став старшим науковим співробітником, у 1971 році — завідувачем лабораторії гідрології і гідрохімії. Із 1983 року завідує лабораторією водних проблем, а з 1991 року обіймає посаду заступника директора з наукової роботи та одночасно керує лабораторією водних проблем і токсикології. У 1982—1983 роках Катунін керував групою російських фахівців рибного господарства в Нікарагуа, а в 1994—1996 роки — в Ірані, де фахівці КаспНДРГ працювали в рамках міждержавної угоди про науково-технічне співробітництво у сфері рибного господарства. Був куратором екологічних проєктів.
Катунін був одним із провідних фахівців із екології дельти Волги та Каспійського моря. Він брав участь у розробці концепції керованого рибного господарства на Каспії, вимог рибного господарства до біогідрологічного режиму об'єктів, керував розробкою гідрографів попусків води в нижній б'єф Волгоградського гідровузла. Гідрографи в інтересах рибного господарства потім захищаються в Міністерстві природних ресурсів РФ. Катунін керував розробкою методик оцінки збитку запасам напівпрохідних і річкових видів риб, що наноситься нераціональним режимом попуску води в нижній б'єф Волгоградського гідровузла. Також оцінював збиток заводської молоді осетрових риб на ранніх стадіях розвитку від хронічного токсикозу.
Катунін брав участь в розрахунку і обгрунтуванні кінцевої величини допустимого безповоротного відбирання води з Волги, прийнятої Державною експертною комісією, що сприяла у вирішенні питання про заборону будівництва каналів «Волго-Чограй» і «Волго-Дон-2». Він створив систему заходів із управління водним режимом річки Волга, представив прогноз продуктивності Каспійського моря і пониззя Волги в умовах зміни рівня моря.
Катунін був членом Міжвідомчої обласної протипаводкової комісії, віце-президентом Астраханського відділення Міжнародної академії наук екології та безпеки життєдіяльності.
Помер після довгої та тривалої хвороби 13 січня 2016 року.

## Нагороди
- 1976 — Медаль «За трудову доблесть»
- 1983 — Орден Дружби народів
- 1985 — Медаль «Ветеран праці»
- 1995 — Нагрудний знак «Почесний працівник рибного господарства Росії»
- 1997 — Подяка Міністерства сільського господарства РФ (100-річчя КаспНДРГ)
- 1997 — Ювілейна медаль «300 років Російському флоту»
- 1997 — Почесна грамота Адміністрації Астраханської області (100-річчя КаспНДРГ)
- 2001 — Почесне звання «Заслужений працівник рибного господарства Російської Федерації»[5][6]
- 2004 — Диплом лауреата премії Губернатора Астраханської області з науки і техніки
- 2005 — Почесна грамота Державної Думи Астраханської області (ювілей)
- 2007 — Почесна грамота Міністерства сільського господарства Астраханської області (110-річчя КаспНДРГ)
- 2008 — Медаль вищої проби VIII Московського Міжнародного салону інновацій та інвестицій
- невідомо — Медаль ім. Академіка М. П. Лавьорова.
- невідомо — Срібна медаль ВДНГ
- невідомо — Почесний диплом Міждержавної ради з гідрометеорології СНД за кращі науково-дослідні та дослідно-конструкторські роботи.
- невідомо — Медаль «В ознаменування 100-річчя з дня народження Володимира Ілліча Леніна»

## Публікація
Він є автором понад 250 наукових праць, а також автором монографії та співавтор 11 колективних монографічних робіт.